# Mario Armengol
Mariano Armengol Torrella (San Juan de las Abadesas, 17 de diciembre de 1909 – Nottingham, 27 de noviembre de 1995), conocido como Mario Armengol y Mario Hubert, fue un pintor, caricaturista, escultor y diseñador industrial.

## Biografía
Perteneció a una familia de empresarios textiles que se trasladó a Tarrasa en 1920 gracias a los beneficios generados por la venta de telas a los aliados durante la Primera Guerra Mundial . 
Artista desde los siete años, a los doce ganó un concurso local de pintura para ilustrar un libro de cuentos. Con quince años diseñó carteles para empresas de Tarrasa, además de crear el emblema del Centro Excursionista de Tarrasa en 1933.  Estudió arte brevemente en Tarrasa, pero su padre, Benet Armengol, quería que Mariano se ocupara de la gestión de la fábrica y le envió a Madrid para estudiar ingeniería. Aprovechó esta estancia en Madrid, y la pensión que le pasaban sus padres, para estudiar secretamente bellas artes en vez de ingeniería.
En 1928 se trasladó a París para continuar sus estudios artísticos. Dos años después regresa a España y realiza viñetas a favor de la República . En 1931 se casó con Anna Obradors i Padrós. 
Después del comienzo de la guerra civil sus padres se exilian en México en 1938.  El matrimonio permanecerá un tiempo en Cataluña, pero su filiación política y el haber hecho dibujos a favor de la República hace que a finales de 1938 se exilie a pie a Francia, abandonando a su familia. Una vez allí, internado en uno de los campos de concentración que el gobierno francés montó para dar cabida a todos los exiliados, se alista en la Legión Francesa para salir lo antes posible. Es en este momento que toma el apodo de Mario Hubert. Durante su etapa en la Legión utilizó sus habilidades como dibujante para hacer planes topográficos y caricaturas de los legionarios. Tras pasar por Escocia, Noruega y Francia, siempre con la Legión, el 9 de julio de 1940 abandona el ejército, y un año más tarde comienza su nueva vida en el Reino Unido, donde murió el 27 de noviembre de 1995 en Nottingham. 

## Producción artística
Casi toda la producción artística del autor fue llevada a cabo en Inglaterra Trabajó para el ministerio de información británico, donde realizó dibujos para la sección latinoamericana y para el departamento de Arte europeo. Los más de dos mil dibujos que produjo por este órgano del gobierno los enviaba por correo a Londres, desde un pub del pueblo de Laneham, cerca de Retford (Bassetlaw), donde se había mudado.
En 1942 publica el libro Those Three, donde caricaturiza a Hitler, Mussolini y el general Hideki Tojo,  que le ayuda a crearse una reputación como caricaturista. Esto  favoreció que le encargaran ilustrar el libro Spanish fairy stories, traducido por Gamel Woolsey . Fuera del campo de la caricatura realizó algunas exposiciones, como la del Instituto Francés del Reino Unido, junto con Picasso y otros artistas. Con todo, su fama le condujo a recibir encargos de caricatura política por los diarios Daily Mail y el Daily Telegraph, así como los Chicago Sun y Boston Globe .
Al final de la Segunda Guerra Mundial, trabajó para la División de Ultramar del Ministerio de Información, y terminada la guerra pasa a la Oficina central de Información, donde realizó encargos comerciales para Hammerton Beers o British Drug Houses Laboratory Chemicals . También diseñó carteles para la General Post Office  y para los ferrocarriles ingleses.  En 1951 produce unas esculturas con plástico Perspex (fue el primero en utilizar este material de forma creativa) para el Festival of Britain, una celebración que llevó a cabo el Reino Unido para el fin de la guerra.
En 1958 recibe la medalla de oro por su colaboración en los diseños del pabellón británico de la exposición universal de Bruselas, y en 1967 crea una enorme escultura por el pabellón británico de la Expo 67 en Montreal, Canadá .   Las diez estatuas que componen el conjunto llevaban por título «La hermandad de la Humanidad», y al finalizar la muestra fueron donadas a la ciudad de Calgary, donde se exponen actualmente al aire libre.